# Óscar Villa
Óscar Eduardo Villa Domínguez (ur. 24 lutego 2001 w Pánuco) – meksykański piłkarz występujący na pozycji lewego obrońcy, od 2024 roku zawodnik Cancún.